# Tresa
Il fiume Tresa (comunemente designato al femminile in Svizzera e al maschile in Italia) è l'emissario del Lago di Lugano presso Lavena Ponte Tresa in Italia e Ponte Tresa in Svizzera ed ha la foce nel Lago Maggiore nei pressi di Luino, dove sfocia congiungendosi qualche centinaio di metri prima con il Margorabbia. Nel punto in cui il lago di Lugano defluisce a formare la Tresa, si trovano un ponte e una dogana. Tale ponte unisce/separa Ponte Tresa in Svizzera con Ponte Tresa in Italia, frazione di Lavena Ponte Tresa.

## Caratteristiche
Il corso d'acqua, che attraversa i comuni di Lavena Ponte Tresa, Cremenaga, Luino in Italia e di Tresa in Svizzera, è lungo circa 13 km e costituisce, nella prima metà del proprio corso, il confine tra Italia e Svizzera e, più precisamente, tra la Provincia di Varese e il Canton Ticino, divenendo tutto italiano nella seconda parte. Il fiume Tresa riceve molti affluenti, tra i quali il più importante è il Margorabbia. Il Margorabbia è uno degli affluenti italiani del fiume Tresa, insieme al torrente Dovrana, al Rio Garzé e ad altri torrenti. Gli affluenti che la Tresa riceve dalla Svizzera sono invece la Lisora, la Pevereggia, il torrente Romanino e altri affluenti minori.
Nel suo breve corso alimenta una centrale elettrica che sfrutta il salto altimetrico tra i laghi Maggiore e di Lugano (nota come diga di Creva). Tale diga è stata costruita anche per regolare la portata del fiume soprattutto durante le piene del Lago di Lugano. In questo modo si può controllare, nei limiti del possibile, il flusso d'acqua che dal Lago di Lugano si versa nel Lago Maggiore, evitando o limitando pericolose alluvioni.
Nel tratto finale, tra Luino e Germignaga, la Tresa scorre in quello che un tempo era l'alveo del Margorabbia, che si immetteva direttamente nel Verbano. Nel '300 la sezione dell'alveo venne allargata per accogliere la portata della Tresa, ben più importante di quella del Margorabbia. Per cui oggi il Margorabbia è considerato un affluente della Tresa.
Nel corso dei secoli, vennero presentati numerosi progetti finalizzati a rendere navigabile il fiume; questi progetti, che coprono un arco temporale che va dal 1395 al 1875 non vennero tuttavia mai realizzati.